# Тимберг, Наталия
Наталия Тимберг (порт.-браз. Nathalia Timberg ; род. 5 августа 1929, Рио-де-Жанейро) — бразильская актриса.

## Биография
Наталия Тимберг считается одной из лучших телевизионных актрис Бразилии. Некоторые её работы считаются классикой бразильского телевидения. На телевидении актриса участвовала в огромных количествах сериалов играя разнохарактерных персонажей. Наибольшее количество своих ролей Наталия предпочла исполнить на телекомпании Globo, где и работает по сей день. Первый артистический опыт для Наталии настал в шесть лет в фильме «O Grito da Mocidade».

## Личная жизнь
Наталия Тимберг вдова сценариста и композитора Сильвана Паеццо. Они прожили вместе 15 лет.